# Peristaltischer Reflex

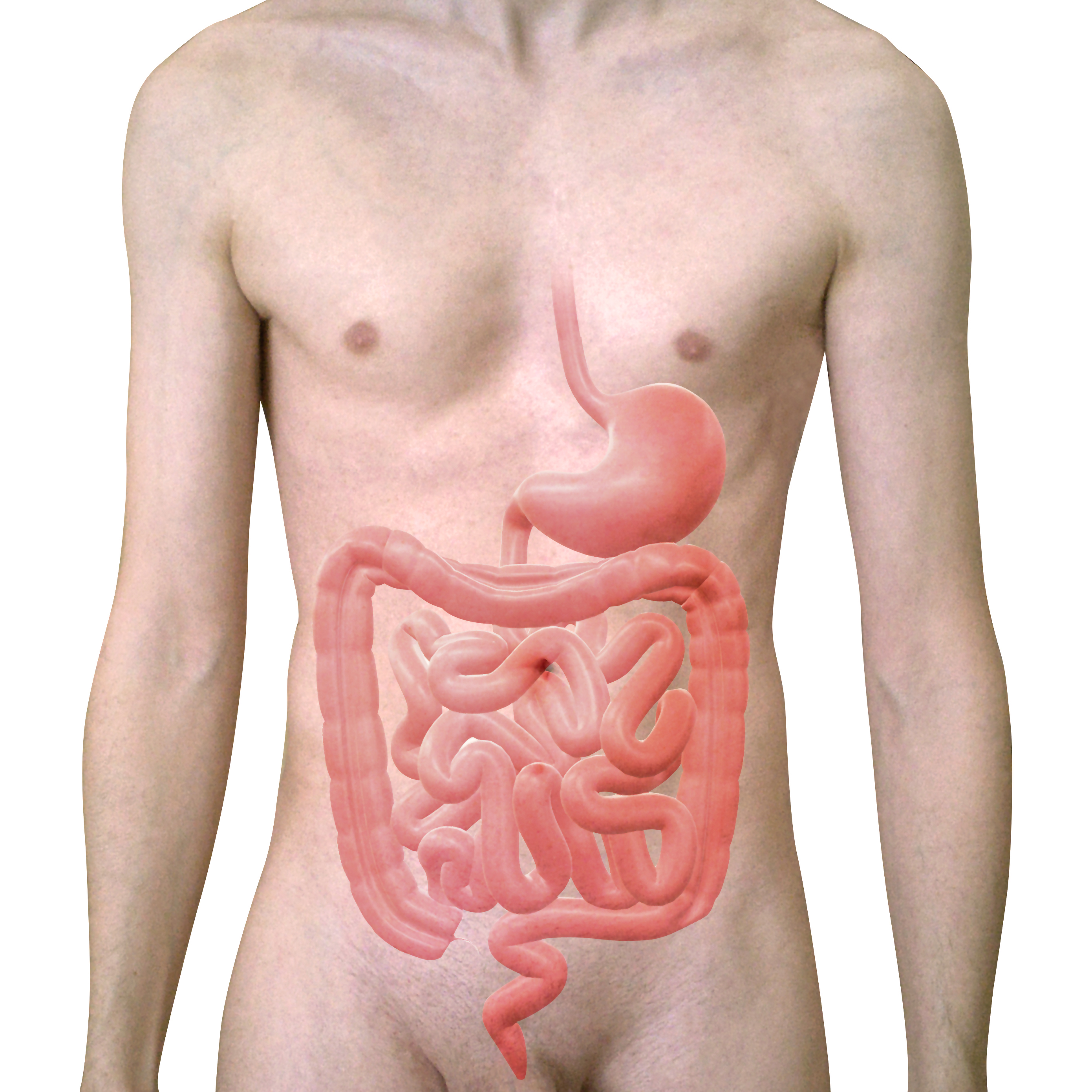
Menschlicher Darm

Als peristaltischen Reflex bezeichnet man die reflektorische Kontraktion und Relaxation bestimmter Muskeln des Darmes, die zum Weitertransport des Darminhalts dienen. Dieser Reflex ist im Prinzip für die propulsive Peristaltik des Darms verantwortlich.
Die Bezeichnung „Reflex“ ist etwas verwirrend, da die Initiierung nicht dem Alles-oder-Nichts Prinzip folgt. Vielmehr unterliegt der peristaltische Reflex einer starken Modulation. Beispielsweise führt eine Dehnung nur zu einer reflektorischen Kontraktion und Relaxation, wenn die Erregbarkeit der glatten Muskulatur und der sensorischen Nerven im enterischen Nervensystem ausreichend hoch ist. 
Die oral einer Dehnung folgende Kontraktion sowie die anal stattfindende Relaxation basieren auf polarisierten Schaltkreisen im enterischen Nervensystem, da grundsätzlich die erregenden Motoneurone den Darm hinaufziehen und die hemmenden Motoneurone den Darm hinunterziehen. Diese Projektionen sind nur maximal wenige Zentimeter lang und müssen daher entlang des Darms immer wieder neu generiert werden, um eine propulsive Peristaltik auszulösen.
Ausgelöst wird der Reflex von intrinsischen, primär afferenten Neuronen (IPAN) in der Darmwand. Diese sind empfindlich für Dehnung, wie sie zum Beispiel durch den Darminhalt (Bolus) zustande kommt. Über cholinerge exzitatorische, das heißt erregende Synapsen projiziert dieses Neuron auf mehrere Interneurone, die wiederum über die gleiche Art von Synapsen oral und aboral gelegene Motoneurone aktivieren. Oral gelegene Motoneurone bilden exzitatorische cholinerge Synapsen mit oral vom Bolus gelegener zirkulärer Muskulatur und aboral gelegene Motoneurone bilden inhibitorische Synapsen mit aboral vom Bolus gelegener zirkulärer Muskulatur mit den Neurotransmittern Stickstoffmonoxid, Adenosintriphosphat und Vasointestinales Peptid. Außerdem werden vom ersten Interneuron Motoneurone aktiviert, die erregend auf die longitudinale Muskulatur projizieren. Im Endeffekt steigert sich damit der Tonus der oralen zirkulären Muskulatur sowie der longitudinalen Muskulatur und der Tonus der aboralen zirkulären Muskulatur sinkt. Dadurch wird der Bolus weitertransportiert.
In dieses System kann vom vegetativen Nervensystem eingegriffen werden: Auf die Motoneurone projizieren postganglionäre sympathische und präganglionäre parasympathische Neurone. Parasympathische Fasern erregen dabei die Motoneurone für die zirkuläre und longitudinale Muskulatur und hemmen die Motoneurone der Schließmuskel (Sphinkter), während sympathische Fasern genau das Gegenteil bewirken.
Der peristaltische Reflex wird häufig auch als Bayliss-Starling Reflex oder Bayliss-Starling Gesetz des Darms (law of the intestine) bezeichnet. Tatsächlich hat bereits zehn Jahre früher, nämlich 1889, der Berliner Arzt Carl Lüderitz die reflektorische Kontraktion nach Dehnung der Darmwand beschrieben. In Lehrbüchern aus der Zeit wird der peristaltische Reflex daher als Lüderitz-Bayliss-Starling Reflex bezeichnet. Der bedeutende Beitrag von Carl Lüderitz geriet im Laufe der Jahre und mit der zunehmend englischsprachigen Fachliteratur in Vergessenheit.